# Brianna Hildebrand
Brianna Caitlin Hildebrand (ur. 14 sierpnia 1996 w College Station) – amerykańska aktorka, która wystąpiła m.in. w filmie Deadpool i jego kontynuacji.

## Filmografia

### Filmy
| Rok  | Tytuł                | Rola                      | Uwagi                        |
| ---- | -------------------- | ------------------------- | ---------------------------- |
| 2015 | Prism                | Julia                     |                              |
| 2015 | The Voice Inside     | Grace                     | krótkometr., też producentka |
| 2016 | First Girl I Loved   | Sasha                     |                              |
| 2016 | Deadpool             | Negasonic Teenage Warhead |                              |
| 2017 | Tragedy Girls        | Sadie Cunningham          |                              |
| 2018 | Deadpool 2           | Negasonic Teenage Warhead |                              |
| 2019 | Momster              | Angel                     | krótkometrażowy              |
| 2019 | Igrając z ogniem     | Brynn                     |                              |
| 2020 | Runt                 | Gabriella                 |                              |
| 2023 | The Time Capsule     | Elise                     |                              |
| 2024 | Deadpool & Wolverine | Negasonic Teenage Warhead |                              |
| 2025 | Fog of War           | Penny Duncolm             |                              |
| 2025 | Osiris               | Ravi                      |                              |

### Seriale
| Rok       | Tytuł              | Rola                             | Uwagi                    |
| --------- | ------------------ | -------------------------------- | ------------------------ |
| 2014      | Annie Undocumented | Jen                              | serial internetowy       |
| 2017      | Egzorcysta         | Verity                           | główna obsada            |
| 2018      | Love Daily         | Lizzie                           | 1 odc.                   |
| 2019-2020 | Trinkets           | Elodie Davis                     | gł. rola                 |
| 2021      | Lucyfer            | Aurora „Rory” Decker-Morningstar | główna obsada (sezon 6.) |